# Matěj Chaluš
Matěj Chaluš (Praga, 2 febbraio 1998) è un calciatore ceco, difensore del Baník Ostrava.

## Caratteristiche tecniche
È un difensore centrale.

## Carriera

### Club
Cresciuto nel settore giovanile del Příbram, ha esordito in prima squadra il 28 novembre 2015 in occasione dell'incontro di 1. liga perso 2-1 contro lo Slavia Praga.

### Nazionale
Ha giocato con tutte le nazionali giovanili ceche, partecipando anche agli Europei Under-21 del 2021.

## Statistiche
Statistiche aggiornate al 27 maggio 2023.

### Presenze e reti nei club
| Stagione              | Squadra               | Campionato            | Campionato | Campionato | Coppe nazionali | Coppe nazionali | Coppe nazionali | Coppe continentali | Coppe continentali | Coppe continentali | Altre coppe | Altre coppe | Altre coppe | Totale | Totale | Totale |
| Stagione              | Squadra               | Comp                  | Pres       | Reti       | Comp            | Pres            | Reti            | Comp               | Pres               | Reti               | Comp        | Pres        | Reti        | Pres   | Reti   |        |
| --------------------- | --------------------- | --------------------- | ---------- | ---------- | --------------- | --------------- | --------------- | ------------------ | ------------------ | ------------------ | ----------- | ----------- | ----------- | ------ | ------ | ------ |
| 2015-2016             | Příbram               | 1L                    | 11         | 0          | CRC             | 0               | 0               |                    | -                  | -                  |             | -           | -           | 11     | 0      |        |
| 2016-2017             | Příbram               | 1L                    | 27         | 0          | CRC             | 0               | 0               |                    | -                  | -                  |             | -           | -           | 27     | 0      |        |
| 2017-2018             | Mladá Boleslav        | 1L                    | 17         | 3          | CRC             | 2               | 0               |                    | -                  | -                  |             | -           | -           | 19     | 3      |        |
| 2018-feb. 2019        | Mladá Boleslav        | 1L                    | 15         | 0          | CRC             | 0               | 0               |                    | -                  | -                  |             | -           | -           | 15     | 0      |        |
| Totale Mladá Boleslav | Totale Mladá Boleslav | Totale Mladá Boleslav | 32         | 3          |                 | 2               | 0               |                    | -                  | -                  |             | -           | -           | 34     | 3      |        |
| feb.-giu. 2019        | Příbram               | 1L                    | 10         | 0          | CRC             | 0               | 0               |                    | -                  | -                  |             | -           | -           | 10     | 0      |        |
| Totale Příbram        | Totale Příbram        | Totale Příbram        | 48         | 0          |                 | 0               | 0               |                    | -                  | -                  |             | -           | -           | 48     | 0      |        |
| 2019-2020             | Slovan Liberec        | 1L                    | 9          | 0          | CRC             | 4               | 2               |                    | -                  | -                  |             | -           | -           | 13     | 2      |        |
| 2020-2021             | Slovan Liberec        | 1L                    | 26         | 0          | CRC             | 3               | 0               | UEL                | 5                  | 0                  |             | -           | -           | 34     | 0      |        |
| gen.-dic. 2021        | Slovan Liberec        | 1L                    | 18         | 1          | CRC             | 1               | 0               |                    | -                  | -                  |             | -           | -           | 19     | 1      |        |
| Totale Slovan Liberec | Totale Slovan Liberec | Totale Slovan Liberec | 53         | 1          |                 | 8               | 2               |                    | 5                  | 0                  |             | -           | -           | 66     | 3      |        |
| 2022                  | Malmö FF              | A                     | 10         | 0          | CS              | 5               | 0               | UEL                | 2                  | 0                  |             | -           | -           | 17     | 0      |        |
| gen.-giu. 2023        | Groningen             | E                     | 8          | 0          | CO              | 0               | 0               |                    | -                  | -                  |             | -           | -           | 8      | 0      |        |
| Totale carriera       | Totale carriera       | Totale carriera       | 151        | 4          |                 | 15              | 2               |                    | 7                  | 0                  |             | -           | -           | 173    | 6      |        |

### Cronologia presenze e reti in nazionale
| Cronologia completa delle presenze e delle reti in nazionale ― Rep. Ceca | Cronologia completa delle presenze e delle reti in nazionale ― Rep. Ceca | Cronologia completa delle presenze e delle reti in nazionale ― Rep. Ceca | Cronologia completa delle presenze e delle reti in nazionale ― Rep. Ceca | Cronologia completa delle presenze e delle reti in nazionale ― Rep. Ceca | Cronologia completa delle presenze e delle reti in nazionale ― Rep. Ceca | Cronologia completa delle presenze e delle reti in nazionale ― Rep. Ceca | Cronologia completa delle presenze e delle reti in nazionale ― Rep. Ceca |
| Data                                                                     | Città                                                                    | In casa                                                                  | Risultato                                                                | Ospiti                                                                   | Competizione                                                             | Reti                                                                     | Note                                                                     |
| ------------------------------------------------------------------------ | ------------------------------------------------------------------------ | ------------------------------------------------------------------------ | ------------------------------------------------------------------------ | ------------------------------------------------------------------------ | ------------------------------------------------------------------------ | ------------------------------------------------------------------------ | ------------------------------------------------------------------------ |
| 16-11-2022                                                               | Olomouc                                                                  | Rep. Ceca                                                                | 5 – 0                                                                    | Fær Øer                                                                  | Amichevole                                                               | -                                                                        | 85’                                                                      |
| Totale                                                                   |                                                                          | Presenze                                                                 | 1                                                                        |                                                                          | Reti                                                                     | 0                                                                        |                                                                          |

## Palmarès

### Club

#### Competizioni nazionali
- Coppa di Svezia: 1

Malmö FF: 2021-2022